# Roswitha Esser
Roswitha Esser (Bad Godesberg, Renânia do Norte-Vestfália, 18 de janeiro de 1941) é uma ex-velocista alemã na modalidade de canoagem.

## Carreira
Foi vencedora das medalhas de Ouro em K-2 500 m em Tóquio 1964 e em Cidade do México 1968.